# Денже
Денже (фр. Dingé) насеље је и општина у северозападној Француској у региону Бретања, у департману Ил и Вилен која припада префектури Рен.
По подацима из 2011. године у општини је живело 1616 становника, а густина насељености је износила 30,55 становника/km². Општина се простире на површини од 52,89 km². Налази се на средњој надморској висини од 103 метара (максималној 108 m, а минималној 54 m).

## Демографија
| 1962. | 1968. | 1975. | 1982. | 1990. | 1999. | 2011. |
| ----- | ----- | ----- | ----- | ----- | ----- | ----- |
| 1.360 | 1.436 | 1.259 | 1.268 | 1.265 | 1.327 | 1.616 |

График промене броја становника у току последњих година